# Böbingen an der Rems
Böbingen an der Rems ist eine Gemeinde im Ostalbkreis in Baden-Württemberg. Sie gehört zur Region Ostwürttemberg und zur Randzone der europäischen Metropolregion Stuttgart.

## Geografie

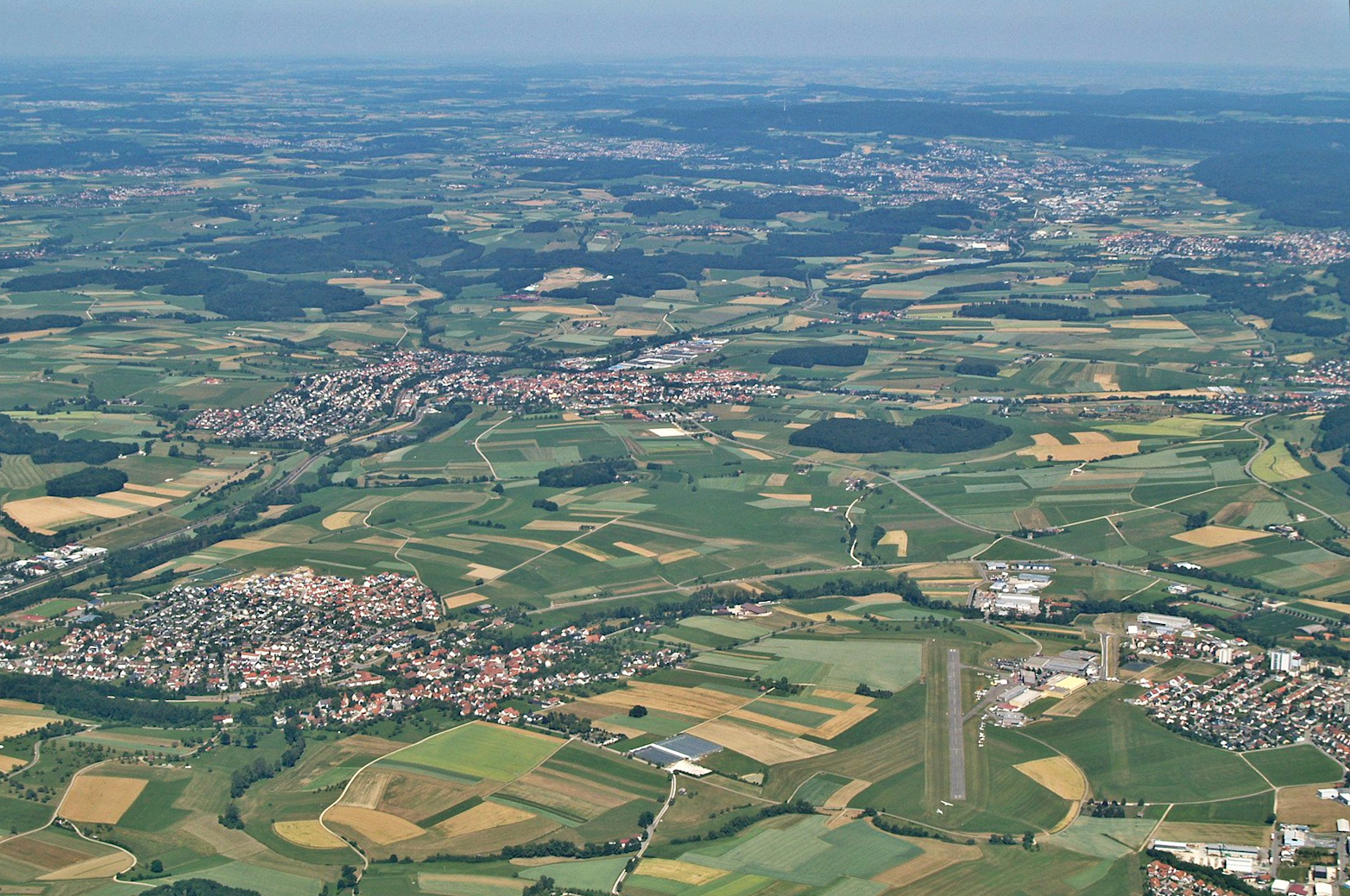
Blick nach Ostnordosten übers östliche Voralbland. Im Vordergrund links die südlichen Siedlungsteile Böbingens zwischen der Rems (von rechts oben nach links unten) und dem ihr linksseits und von etwa Ostsüdosten zulaufenden Klotzbach (von rechts).

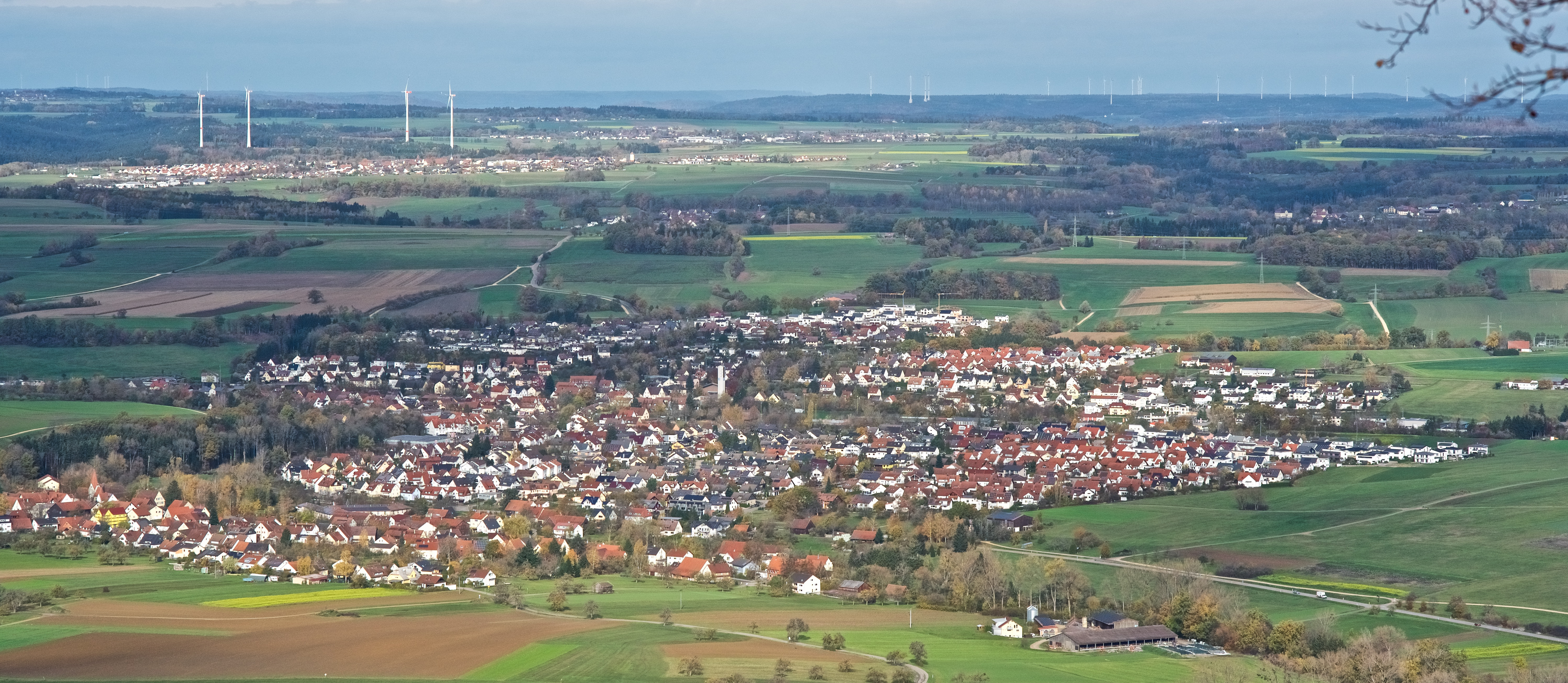
Böbingen vom Rosenstein gesehen

### Geografische Lage
Böbingen liegt im Vorland der östlichen Schwäbischen Alb im Remstal in 362 bis 472 Meter Höhe, etwa 15 km westlich der Kreisstadt Aalen. In Böbingen mündet der Klotzbach von links in die Rems.

### Nachbargemeinden
Die Gemeinde grenzt im Norden an Iggingen und Heuchlingen, im Osten an Mögglingen, im Süden an die Stadt Heubach und im Westen an die Stadt Schwäbisch Gmünd. Alle umgebenden Gemeinden liegen ebenfalls im Ostalbkreis.

### Gemeindegliederung
Die Gemeinde besteht aus den Dörfern Oberböbingen und Unterböbingen, dem Weiler Beiswang und den Höfen Birkhof, Braunhof, Gratwohlhof, Krausenhof und Windhof. In einer Sitzung des Gemeinderats vom 8. Mai 1978 wurde entschieden, dass die Ortsteilbezeichnung Unter- und Oberböbingen offiziell aufgehoben sei.

### Flächenaufteilung
Nach Daten des Statistischen Landesamtes, Stand 2014.

## Geschichte

### Erste bekannte urkundliche Erwähnung
Die erste bekannte urkundliche Erwähnung der Gemeinde Böbingen stammt aus dem Jahr 1291. Aus einer Urkunde vom 30. November 1291 geht hervor, dass das Kloster Gotteszell einen Hof in „Bebingen“ gekauft hat.

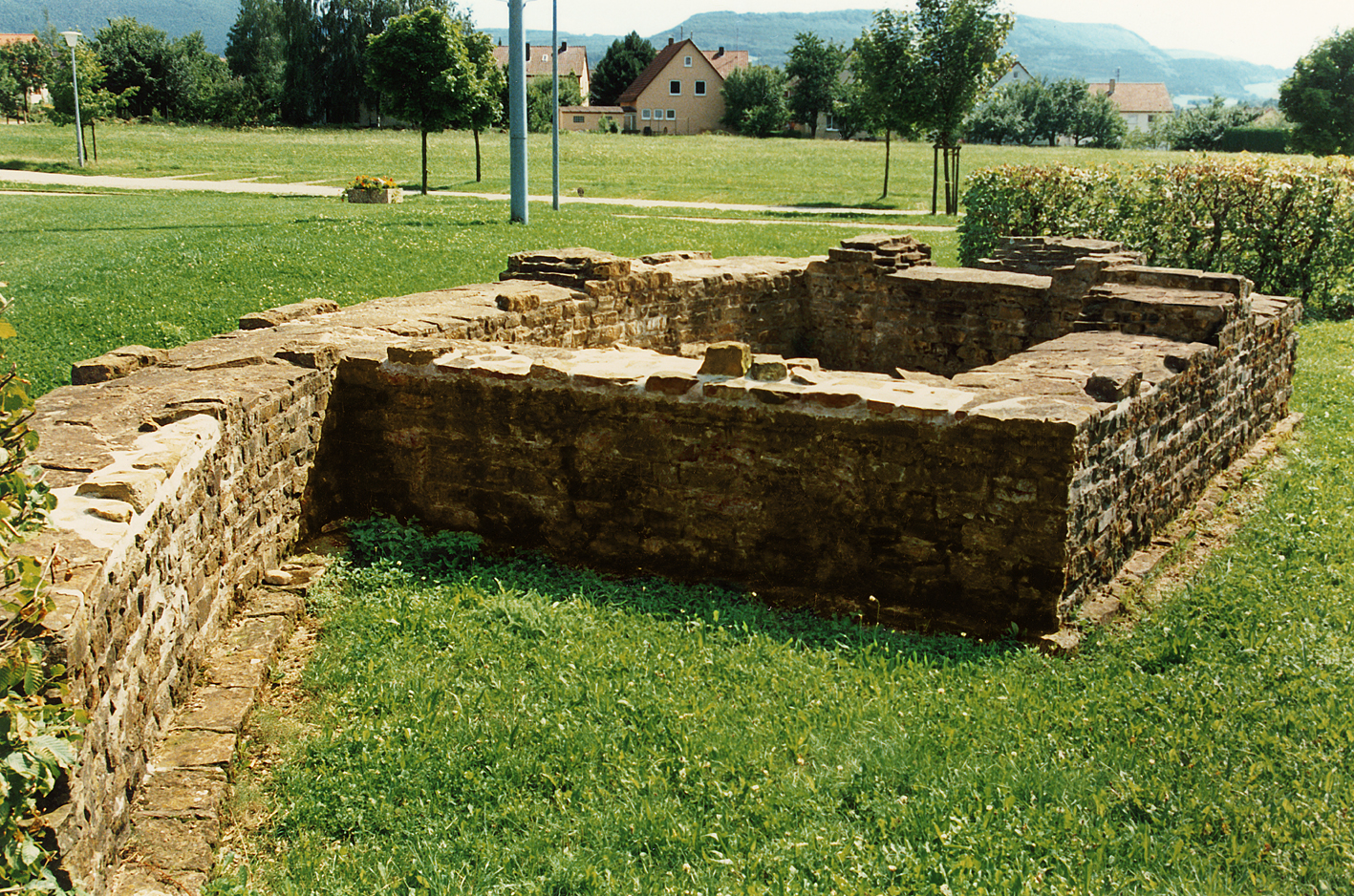
Die südöstliche Kastellecke des Römerkastells Unterböbingen

Die Geschichte Böbingens reicht jedoch viel weiter zurück als 1291. Der durch Böbingen verlaufende Limes, das Römerkastell Unterböbingen, viele historische Funde bei Ausgrabungen (z. B. alamannische Gräber) und die Michaelskirche in Oberböbingen sind Hinweise darauf. Der historische Flurname „Bürgle“ deutet auf die alte Befestigung an diesem Ort hin. Bei ersten Grabungen 1885/86 durch den pensionierten Generalstabschef des württembergischen Heeres, Generalmajor Eduard von Kallee, wurde Unterböbingen aufgrund militärstrategischer Überlegungen als Kastellplatz erkannt und 1892 durch Major Heinrich Steimle im Auftrag der Reichs-Limeskommission untersucht. Die römische Militär-Therme, das auch den zivilen Bewohnern des außerhalb des Kastells entstandenen Dorfes zur Verfügung stand, konnte 1978 nördlich des Kastells auf einer Hochterrasse am Remstalrand ausgemacht werden. Das Kastell Unterböbingen und die umliegenden Bodendenkmale sind als Abschnitt des Obergermanisch-Rätischen Limes seit 2005 Teil des UNESCO-Welterbes.

### Mittelalter
Im Mittelalter gehörte Oberböbingen zunächst Ulrich von Rechberg, danach dem Ritter Albrecht Hack. Im Jahr 1358 kamen umfangreiche Gebiete an das Kloster Königsbronn. Im 14. Jahrhundert gehörte Böbingen den unterschiedlichsten Grundherren. Darunter waren die Klöster Königsbronn, Gotteszell bei Schwäbisch Gmünd, das Gmünder Augustinerkloster, das Gmünder Spital sowie mehrere weltliche Grundherren.
Unterböbingen war zum Großteil im Besitz der Klöster von Schwäbisch Gmünd. Die Besitztümer des Klosters Königsbronn kamen 1556 an Herzog Christoph von Württemberg. Im Jahr 1803 kam der andere geistliche Besitz im Zuge der Säkularisation an Württemberg.
Im Mittelalter bestand die Bevölkerung Böbingens hauptsächlich aus Bauern, die keinen eigenen Boden hatten und den wenigen Grundbesitzern Frondienste leisten mussten. Die Zeit der Reformation brachte auch für Böbingen gravierende Veränderungen mit sich. Beide Böbinger Kirchen wurden evangelisch, und so mussten auch die Untertanen den evangelischen Glauben annehmen. Nur wenige Bewohner, die auf den Höfen zur Freien Reichsstadt Gmünd gehörten, blieben katholisch.

### Dreißigjähriger Krieg
In der Zeit des Dreißigjährigen Krieges verlor Unterböbingen sämtliche Einwohner. Der Grund dafür war, dass Unterböbingen direkt an der Heerstraße durch das Remstal lag und somit unmittelbar vom Krieg betroffen war.
Ab 1660 wurde Unterböbingen von Gmünd aus wieder besiedelt. Dadurch wurde die Bevölkerung katholisch. In Oberböbingen starben in dieser Zeit viele Bewohner an der Pest. Durch die Einquartierung ausländischer Truppen wurde in vielen Häusern geplündert und gemordet. Die Einwohner flohen in die angrenzenden Wälder.

### 18./19. Jahrhundert
Im 18. und 19. Jahrhundert lebten die Bewohner von Oberböbingen weiterhin hauptsächlich von der Landwirtschaft. Es gab wenig Handwerker und Kaufleute. In Unterböbingen gab es mehr Handwerker, welche auch Handel nach außen betrieben. Der überwiegende Teil der Bevölkerung lebte jedoch auch hier von der Landwirtschaft.
Bei der Umsetzung der neuen Verwaltungsgliederung im 1806 gegründeten Königreich Württemberg wurden Ober- und Unterböbingen dem Oberamt Gmünd zugeordnet.
Durch den Bau der Remstalbahn erhielt Unterböbingen im Streckennetz der Württembergischen Eisenbahnen eine schnelle Anbindung Richtung Osten (Aalen) und Westen (Stuttgart).

### 20./21. Jahrhundert
Im 20. Jahrhundert wurde die Bahnstrecke Böbingen–Heubach gebaut, welche im Jahr 1920 ihrer Bestimmung übergeben wurde. Im Jahr 1933 wurde das Oberböbinger Freibad eingeweiht. Bei der Kreisreform während der NS-Zeit in Württemberg gelangten Unter- und Oberböbingen 1938 zum Landkreis Gmünd. Im selben Jahr wurden die beiden Gemeinden zu einer Gemeinde zusammengefasst. Die zwangsvereinigte Gemeinde führte von 1938 bis 1957 den Namen Unterböbingen. Der Teilort Zimmern wurde hierbei ausgegliedert und zur damals selbstständigen Gemeinde Herlikofen eingemeindet, während von Bargau der Teilort Beiswang zu Böbingen kam.
Während des Zweiten Weltkrieges waren französische, russische und polnische Kriegsgefangene Zwangsarbeiter, die bäuerliche Tätigkeiten ausüben mussten und überwiegend in Gemeinschaftsunterkünften in Heubach und Oberböbingen untergebracht waren. 1944 flogen häufig schwere Bombergeschwader über Böbingen hinweg. Nach Zeitzeugenberichten ergab sich auch ein Luftkampf über dem Ort. Kurz vor Kriegsende im Jahr 1945 war die Umgebung des Unterböbinger Bahnhofs häufig Angriffsziel von feindlichen Jagdbombern. Trotzdem blieben die Schäden in Böbingen relativ gering. Am 22. April 1945 besetzten, trotz Panzersperren, amerikanische Soldaten um 13:45 Uhr Unterböbingen. Beide Böbinger Bürgermeister ließen ihre Amtsgeschäfte angesichts des Vormarschs der US-Armee ruhen und behinderten es nicht, dass die Gemeinde sich ergeben konnte. Die Vorsteherin der Diakonie nutze die Gunst, um mit einer Rot-Kreuz-Armbinde den Amerikanern an der Eisenbahnbrücke ein weißes Tuch entgegen zu schwenken, wodurch ein Beschuss Unterböbingens verhindert wurde. Oberböbingen hingegen wurde erst am 23. April 1945 um 19:00 Uhr besetzt.
Nach dem Zweiten Weltkrieg ließen sich in Böbingen viele Flüchtlinge aus dem Osten nieder. Durch die Erschließung zahlreicher Baugebiete hatte Böbingen einen überdurchschnittlichen Bevölkerungszuwachs. Die Gemeinde war 1945 Teil der Amerikanischen Besatzungszone geworden und gehörte somit zum neu gegründeten Land Württemberg-Baden, das 1952 im jetzigen Bundesland Baden-Württemberg aufging.
1947 stellte Bargau den Antrag auf Rückgliederung von Beiswang, in einer Anhörung votierten die stimmberechtigten Beiswanger für den Verbleib bei Unterböbingen.
Seit 1957 heißt die Gesamtgemeinde nach Gemeinderatsbeschluss offiziell Böbingen an der Rems.
In einer Abstimmung 1971 entschieden sich die Stimmberechtigten für die Selbstständigkeit der Gemeinde und gegen eine Eingemeindung nach Heubach.
Durch die Kreisreform in Baden-Württemberg gelangte Böbingen 1973 zum neugebildeten Ostalbkreis.
Heute ist die Gemeinde überwiegend eine Wohngemeinde mit immer noch ländlichem Charakter.

## Religionen
Oberböbingen ist seit Einführung der Reformation überwiegend evangelisch geprägt, während in Unterböbingen die Katholiken dominieren. Heute gibt es auch eine Evangelisch-Freikirchliche Gemeinde.

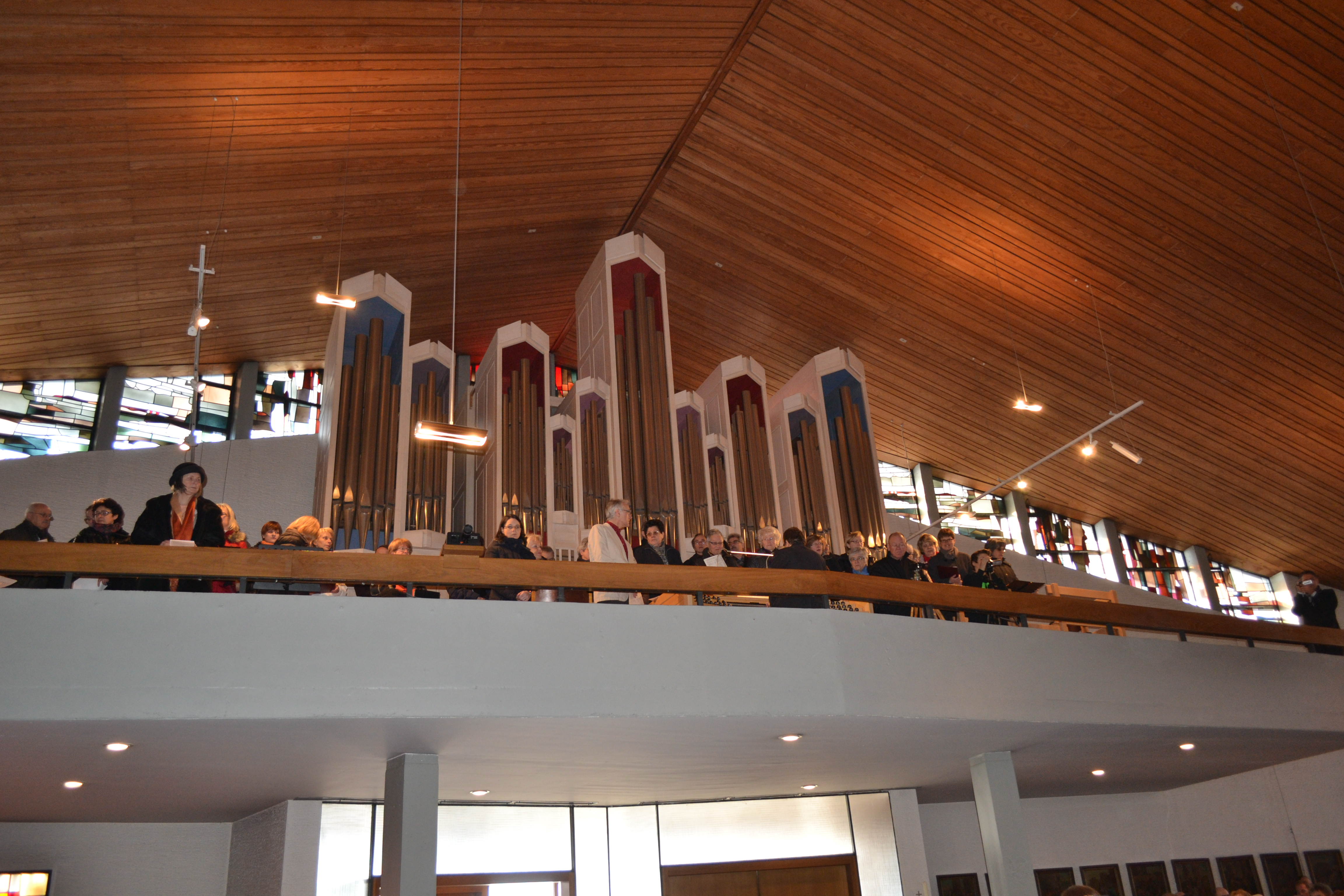
Orgel in der katholischen Pfarrkirche
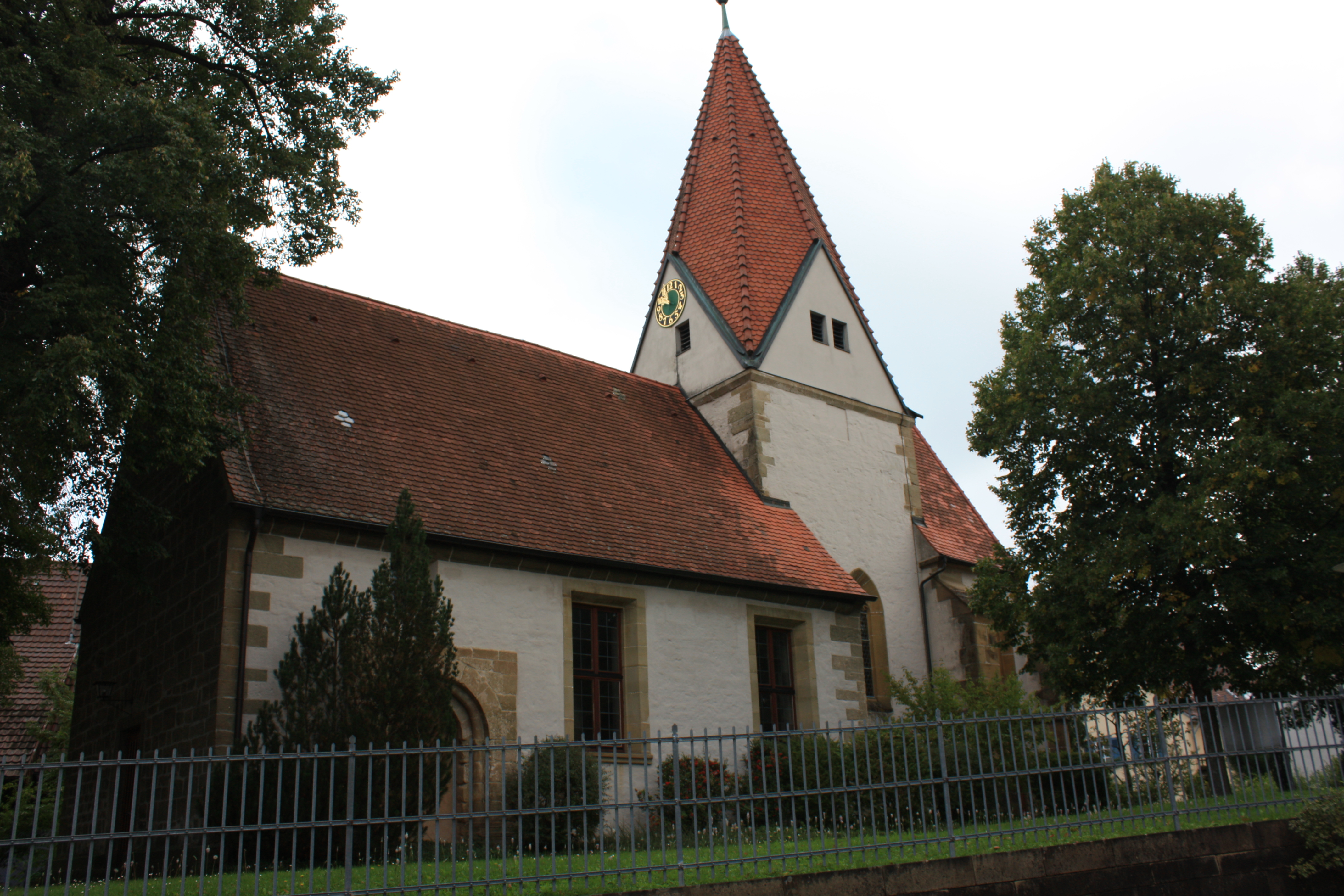
Die evangelische Pfarrkirche St. Michael ist romanischen Ursprungs.
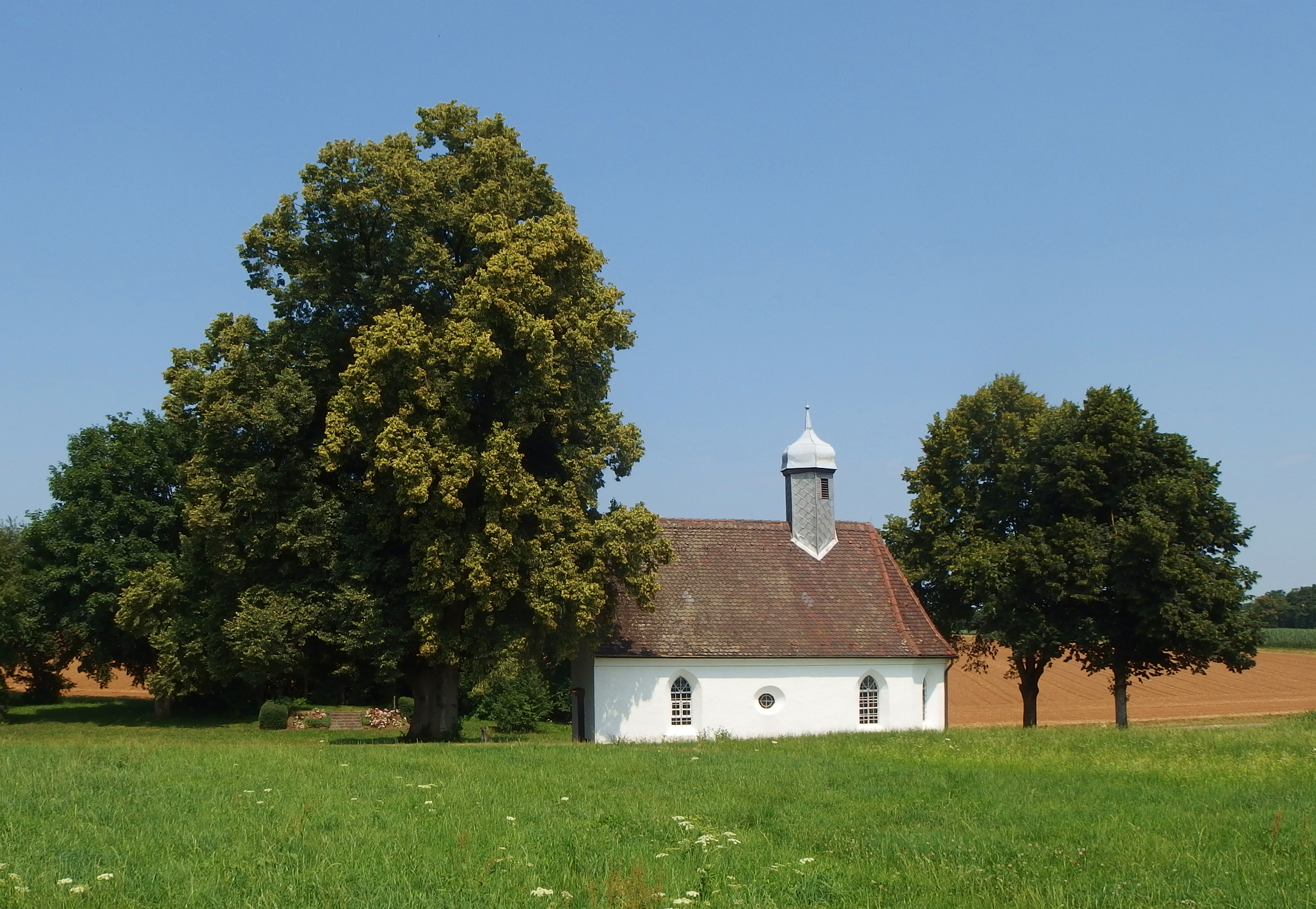
Die Wallfahrtskapelle an der Straße nach Beiswang wurde um 1680 erbaut.

## Politik

### Verwaltungsgemeinschaft
Die Gemeinde ist seit 1972 Mitglied der Verwaltungsgemeinschaft Rosenstein mit Sitz in Heubach.

### Gemeinderat
Der Gemeinderat von Böbingen besteht aus 14 gewählten ehrenamtlichen Mitgliedern und dem Bürgermeister als ebenfalls stimmberechtigtem Vorsitzenden. Die Amtszeit der gewählten Mitglieder beträgt fünf Jahre. Die letzte Wahl fand im Rahmen der baden-württembergischen Kommunalwahlen am 9. Juni 2024 statt und brachte folgendes Ergebnis:
| Partei / Wählergruppe            | Stimmenanteil | Sitze  |
| -------------------------------- | ------------- | ------ |
| Freie Wähler Böbingen            | 30,5 %        | 4      |
| CDU                              | 30,4 %        | 4      |
| Unabhängige Böbinger Liste (UBL) | 39,1 %        | 6      |
| Gesamt                           | 100 %         | 14     |
| Wahlbeteiligung                  | 68,2 %        | 68,2 % |

### Wappen
Blasonierung: In geteiltem Schild oben in Rot eine auf der Teilung stehende silberne Kapelle mit Dachreiter, unten in Grün eine schräglinke goldene Glocke.
Das Wappen wurde bereits 1930 von der Archivdirektion Stuttgart der ehemaligen Gemeinde Unterböbingen vorgelegt. Es zeigt oben die ehemalige Kolomanskapelle, die Glocke bezieht sich auf eine örtliche Sage, nach der Wildschweine eine vergrabene Glocke aus dem Boden gewühlt haben.
Die Gemeindeflagge ist schwarz-rot.

### Partnerschaften
Böbingen unterhält seit 1971 partnerschaftliche Beziehungen zur Gemeinde Custines in der Nähe von Nancy.

## Wirtschaft und Infrastruktur

### Verkehr
Zwischen 1920 und 1975 existierte die Heubachbahn. Sie verband Böbingen, wo sie von der Remsbahn abzweigte, mit Heubach. Auf und neben der früheren Trasse wurde im Rahmen der Remstal Gartenschau 2019 der „Park am alten Bahndamm“ geschaffen.
Regionalbahnen auf der Remsbahn (Stuttgart–Aalen) sowie die Bundesstraße 29 (Waiblingen–Nördlingen) verbinden Böbingen mit den überregionalen Verkehrslinien. Der nächste Autobahnanschluss ist die Anschlussstelle 115 (Aalen/Oberkochen) der Bundesautobahn 7 in ca. 24 km Entfernung über die B29 Richtung Aalen und die L 1084.
Bahn- und Buslinien des öffentlichen Personennahverkehrs können zu Tarifen der Verkehrskooperationen OstalbMobil wie auch zu den eigenen Tarifen des jeweiligen Verkehrsunternehmens benutzt werden.

#### Radverkehr
Durch eine Alltagsroute aus dem Radnetz Baden-Württemberg ist Böbingen mit Schwäbisch Gmünd und in der anderen Richtung über Mögglingen und Essingen mit Aalen verbunden.
Durch Böbingen verläuft als Landes-Radfernweg der Remstal-Radweg. Er führt ab Aalen über Essingen und Schwäbisch Gmünd zur Mündung der Rems in den Neckar in Remseck und von dort weiter durch Fellbach und Kernen im Remstal nach Weinstadt.
Durch den Ort führt außerdem der Deutsche Limes-Radweg. Er folgt dem Obergermanisch-Raetischen Limes über 818 km von Bad Hönningen am Rhein nach Regensburg an der Donau.

### Bildung
Mit der Schule am Römerkastell verfügt Böbingen über eine Grundschule. Daneben gibt es zwei Kindergärten sowie mehrere Kindertagesstätten im Ort.

## Kultur und Sehenswürdigkeiten
Böbingen liegt am Fränkisch-Schwäbischen Jakobsweg.

### Remstal-Gartenschau 2019

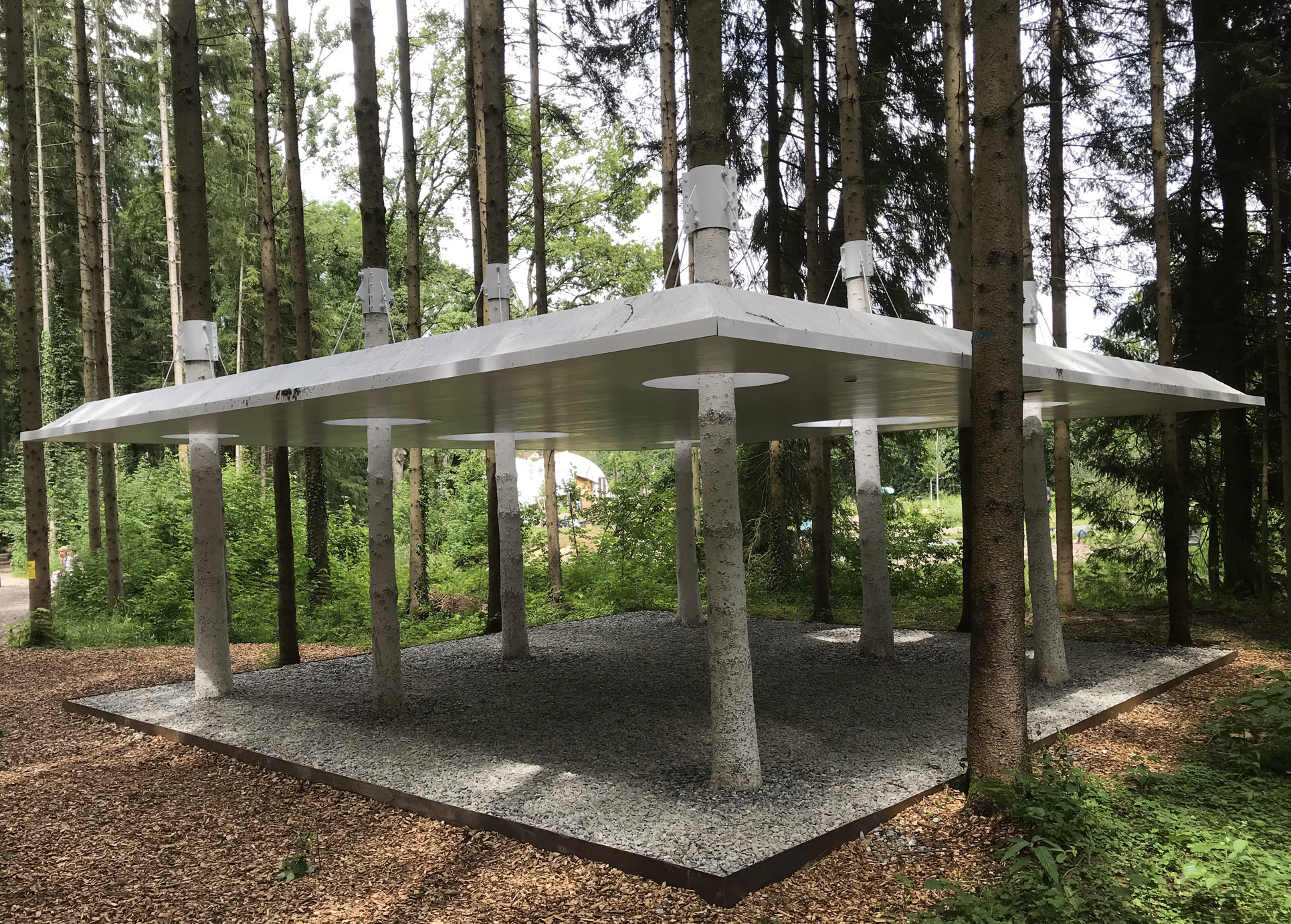
Weißes Dach

Vom 10. Mai bis 20. Oktober 2019 im Remstal ein Grünprojekt des Landes Baden-Württemberg statt, an dem sich auch Böbingen beteiligt. Diese Remstal Gartenschau 2019 gehört zu den „kleinen“ Gartenschauen, die sich jährlich mit den Landesgartenschauen abwechseln.
In diesem Zusammenhang wurde westlich der Landesstraße L1162 nach Heubach südlich des Rewe-Supermarktes der „Park am alten Bahndamm“ geschaffen. Er befindet sich auf und längsseits der früheren Trasse der Heubachbahn. In diesen fünf Hektar großen Park wurde auch der Bachlauf des Klotzbaches einbezogen, der etwas weiter nördlich in die Rems mündet. An den „16 Stationen“, dem Architekturprojekt der Gartenschau, beteiligte sich Böbingen mit dem  „Weißen Dach“, das sich im Waldbereich des neuen Parks befindet und dort in den Bäumen zu schweben scheint.

## Persönlichkeiten

### Ehrenbürger
Bislang hat Böbingen lediglich einmal das Ehrenbürgerrecht verliehen, und zwar an Adolf Schneider († 1979).

### Weitere mit Böbingen verbundene Personen
- Ferdinand Ludwig Immanuel Dillenius (1791–1871), evangelischer Geistlicher; war von 1817 bis 1824 Pfarrer in Oberböbingen
- Uwe Ernst (* 1947), Maler und Zeichner; lebt und arbeitet seit 1989 in Böbingen
- Karl Hilsenbek (* 1957), Politiker; war von 1986 bis 2003 Bürgermeister von Böbingen
- Carlo Waibel (* 1990), Rapper, bekannt unter dem Pseudonym Cro; ist in Böbingen aufgewachsen
- Alina Böhm (* 1998), Judoka, Europameisterin; ist in Böbingen geboren